# Olivier Anders
Olivier Anders (* 16. Oktober 1942 in Pethau) war Generalmajor der Nationalen Volksarmee (NVA) der Deutschen Demokratischen Republik.

## Biografie
Der Sohn eines Kupferschmieds begann 1957 eine Ausbildung zum Betriebs- und Verkehrseisenbahner, die er 1960 abschloss. Anschließend war er ein Jahr als Rangierer und Rangierleiter bei der Deutschen Reichsbahn, ehe er am 5. April 1961 als Soldat des Wachregiments „Friedrich Engels“ in die NVA eintrat. Zwischen 1961 und 1965 war er Offizierschüler an der Offizierhochschule der Landstreitkräfte „Ernst Thälmann“ und trat 1962 der SED bei. Anschließend folgten Verwendungen als Zugführer sowie von 1967 bis 1969 als Kompaniechef im Motorisierten Schützenregiment 17 „Fritz Weineck“ in Halle. Anschließend folgte bis 1972 eine Verwendung als Offizier für operative Arbeit im Stab der 11. motorisierten Schützendivision (11. MSD). Daraufhin erfolgte von 1972 bis 1976 ein Studium an der Allgemeinen Militärakademie der Sowjetischen Streitkräfte M. W. Frunse, das er mit dem akademischen Grad eines Diplom-Militärwissenschaftlers abschloss.
Nach seiner Rückkehr aus der UdSSR wurde er wiederum im Motorisierten Schützenregiment 17 „Fritz Weineck“ eingesetzt, wo er ein Jahr Stellvertreter des Kommandeurs und Stabschef war, ehe er von 1977 bis 1980 Kommandeur des Mot.-Schützenregimentes 16 „Robert Uhrig“ war. Danach folgte eine Verwendung als Stellvertretender Kommandeur und Chef für Ausbildung der 11. MSD. Nach einem Studium an der Militärakademie des Generalstabes der Streitkräfte der UdSSR von 1982 bis 1984 kehrte er zur 11. MSD wieder zurück, wo er zunächst Stellvertreter des Kommandeurs und Stabschef und dann schließlich als Nachfolger von Generalmajor Klaus Wiegand im Range eines Obersts selbst vom 1. Oktober 1986 bis zum 31. Dezember 1989 Kommandeur war. Als solcher erfolgte am 7. Oktober 1988, dem 39. Gründungstag der DDR, seine Ernennung zum Generalmajor. Am 18. April 1990 wurde er zum Chef der Verwaltung für Staatsbürgerliche Arbeit im Ministerium für Abrüstung und Verteidigung (MfAV) ernannt und zuletzt vom 15. September bis zum 2. Oktober 1990 zum Chef für Sicherstellung im MfAV. Unmittelbar vor der Wiedervereinigung Deutschlands erfolgte am 2. Oktober 1990 seine Entlassung, da es zu keiner vorher diskutierten Übernahme in die Bundeswehr kam.
Im Laufe seiner militärischen Laufbahn wurde er mit dem Kampforden „Für Verdienste um Volk und Vaterland“ in Bronze ausgezeichnet.

## Quelle
- Froh, Klaus/Wenzke, Rüdiger: Die Generale und Admirale der NVA. Ein biographisches Handbuch. 4. Auflage. Ch. Links, Berlin 2000, ISBN 3-86153-209-3